# 北条宗政
北条 宗政（ほうじょう むねまさ）は、鎌倉時代中期の北条氏（得宗家）の一門。

## 生涯

### 出生
鎌倉幕府の第5代執権・北条時頼の3男で、母は北条重時の娘で正室の葛西殿。第8代執権・北条時宗の同母弟。子に10代執権北条師時ほか。
宗政が生まれる前年の10月3日、鶴岡別当法印隆弁が時頼の正室の着帯の加持をしている記事が『吾妻鏡』にある。これは翌年の1月28日に生まれた宗政のためとされている。幼名は福寿丸（ふくじゅまる）と言い、これは2月3日に隆弁が名付けたものといわれる。3月21日、産所から母と共に父の家に帰った。父・時頼は子供達の中で時宗と宗政を特に大切にした。
宗政生誕の年の4月26日に七仏薬師を造立し、2子の息災延命を祈った。翌年には関東長久、2子息災延命を願って寺社を建立し、寺号を2子の名である正寿・福寿にちなんだ聖福寺とした。

### 幕政に参与
宗政の公的な活動は正元2年（1260年）正月11日、8歳で将軍・宗尊親王の鶴岡八幡宮参詣に供奉した記録からである。以後、相模四郎と称して幕府の様々な公的活動に出仕した。
文永2年（1265年）4月、13歳で右近将監に任じ、11月16日に翌年正月の弓始射手を差し定める事について、宗政は北条業時（重時の子）と連署奉書を出しており、これは宗政・業時らが小侍所別当を務めていた事を示している。宗政は兄の時宗が連署になった後を受けて小侍所別当になったものと思われる。なお、この年の7月16日に北条政村の娘と結婚したとされている。
文永9年（1272年）10月、20歳で引付衆を経ずに評定衆となり、翌年6月に3番引付頭人となる。建治3年（1277年）6月17日に武蔵守、8月に3番引付頭人から1番引付頭人となる。
元寇に際し、建治3年（1277年）に再度の蒙古襲来に備えて筑後守護に任じられた。

### 最期
弘安4年（1281年）8月9日、鎌倉が弘安の役の勝利に沸く中で宗政は出家して道明（どうみょう）と号し、同日に死去した。享年29。

## 人物像
宗政の死去について『金沢文庫古文書』4337号の氏名未詳書状では「いまにはじめ候はぬよのならひも、いまさら心う（憂）くくち（口惜）をしく候て」とあり、同4342号の氏名未詳書状には「むさしのかう（武蔵守殿宗政）の殿の御事、うけ給候しのちは、おほかたのあさましく、おもひまいらせ候ことも、申ばかりさふらはぬうゑ、いか程の御心のうちにて候らむ」と記され、痛嘆している。
時宗も宗政の死去を深く悲嘆し、同4340号氏名未詳書状には「さがみのかう（相模守時宗）の殿も、なのめならぬ御なげきにて候、御心やうもありがたきためしにて、わたらせをはしまし候、よの中にも、人々おほかたをしみかなしませ候につけ候て」とある。
若い頃は素行不良なところもあったらしく『吾妻鏡』には「家務ことに無行」という人物評がある（同書の文永3年3月27日条）。一方で無学祖元からは「学道は宮城を守るようで、人柄は温良恭倹、権勢ぶらず、善政に心掛け、驕り怠ける事がない」と述べている（『仏光国師語録』巻4に収める宗政葬儀の法語）。
父の時頼、兄の時宗の影響を受けて禅への信仰が篤く、大休正念に帰依していた。大休は宗政の真摯な修禅を称揚し、「邦にあってはよく忠、よく勤、上皇化を助け、家に処しては、曰く孝、曰く悌」「天資純厚、操守清廉、政事公明、徳声昭著」と褒めちぎった。
時宗は宗政を厚く信任しており、元寇という国難の中で宗政を重用する事で自らの補佐役として得宗権力を固めようとしていただけに、その死は時宗にとって痛打となった。

## 墓所
宗政の墓所である浄智寺は、死後に未亡人や子の師時により創建された禅寺である。

## 系譜
- 父：北条時頼（第5代執権）
- 母：葛西殿（正室（継室））

- 兄弟姉妹
  - 北条時輔
  - 北条時宗（第8代執権）
  - 北条宗時
  - 北条政頼
  - 北条宗頼
  - 時厳

- 正室：北条政村の娘
  - 北条師時（第10代執権）

- 生母不明
  - 北条時信
  - 政助
  - 北条万寿
  - 女子（北条貞時正室）
  - 女子（北条時最室）

## 略歴
| 和暦    | 西暦   | 日付    | 内容                       | 出典 | 年齢 |
| ------- | ------ | ------- | -------------------------- | ---- | ---- |
| 建長5年 | 1253年 | 1月28日 | 誕生。                     |      | 1歳  |
| 文永2年 | 1265年 | 7月     | 北条政村の娘と結婚する。   |      | 13歳 |
| 弘安4年 | 1281年 | 8月9日  | 北条宗政、出家。死去する。 |      | 29歳 |

## 経歴
※日付＝旧暦
- 1265年（文永2年）4月23日、従五位下に叙し、右近衛将監に任官。
- 1272年（文永9年）10月、幕府の評定衆と就る。
- 1273年（文永10年）、引付頭人を兼帯。
- 1277年（建治3年）6月17日、武蔵守に転任。8月29日、一番引付頭人と就る。
- 1281年（弘安4年）8月9日、出家して道明と号するが同日卒去。享年29。